# Karhusaari (ö i Finland, Södra Savolax, S:t Michel, lat 61,83, long 26,63)
Karhusaari är en ö i Finland. Den ligger i sjön Puula och i kommunen Hirvensalmi i den ekonomiska regionen  S:t Michel och landskapet Södra Savolax, i den södra delen av landet, 200 km nordost om huvudstaden Helsingfors. Öns största längd är 4,9 kilometer i nord-sydlig riktning.